# ベルリン経済法科大学
ベルリン経済法科大学 (Hochschule für Wirtschaft und Recht、英:Berlin School of Economics and Law)は、ドイツ・ベルリンに本部を置く大学(Hochschule)。2009年4月1日に前身となるベルリン経済大学（Berlin School of Economics）とベルリン行政法科大学（FHVR)の統合により、新たに設立されたドイツの公共の高等教育機関。
AMBA協会認定（ドイツでは6つの大学のみ）の経営学修士コース（MBA）が設置されている。

## 組織構成

### 学部
- 経済学部
- デュアレス・シュトゥディウム学部
- 一般行政学部
- 法学部
- 警察・公安管理学部